# Charles Deruyter
Charles Deruyter (* 27. Januar 1890 in Wattrelos, Frankreich; † 25. Januar 1955 in Saint-Servais) war ein belgischer Radrennfahrer.

## Sportliche Laufbahn
Deruyter war im Bahnradsport und im Straßenradsport aktiv. Er begann im Alter von fünfzehn Jahren mit dem Radsport und erzielte als Amateur schnell Erfolge, vor allem in regionalen Rennen. 1910 holte er einen Etappensieg in der Belgien-Rundfahrt für Amateure und gewann Brüssel–Bruges 1909. Von 1912 bis 1923 war er Unabhängiger und Berufsfahrer. 1916 trat er freiwillig in die belgische Armee in Frankreich ein, konnte aber weiterhin Rennen bestreiten. Er gewann in dieser Zeit den Circuit d’Orléans, Paris–Orléans und den Circuit de Lyon républicain. 1917 siegte er im Eintagesrennen Paris–Tours (das in jenem Jahr von Tours nach Paris führte) vor André Noël. 1919 war er im Etappenrennen Circuit des Champs de Bataille erfolgreich, wobei er drei Etappensiege holte. In den Rennen der Monumente des Radsports belegte er zweimal den zweiten Platz: 1913 bei Paris–Roubaix hinter François Faber und 1923 in der Flandern-Rundfahrt hinter Heiri Suter. Dazu kam eine Reihe weiterer vorderer Platzierungen in verschiedenen klassischen Rennen. Zweiter wurde Deruyter 1911 bei Paris–Menin und bei Paris–Tours 1912 (hinter Louis Heusghem). Einen dritten Platz belegte er bei Milano–Modena 1912. In der Tour de France 1912 kam er auf den 16. Platz im Endklassement.
Zum Ende seiner Karriere bestritt er überwiegend Bahnrennen. Auf der Bahn gewann er 1921 das Sechstagerennen von Brüssel mit Marcel Berthet als Partner. 1920, 1921 und 1922 nahm er am Sechstagerennen von New York City teil. Er gewann mehrere Sechsstundenrennen, Wettbewerbe im Zweier-Mannschaftsfahren (wie den Prix Hourlier-Comès 1927) und Rennen hinter Tandemführung und Dernys.

## Berufliches
Deruyter übernahm ein Fahrradgeschäft in Saint-Servais bei Namur und betreute nebenher Radrennfahrer wie Theofiel Middelkamp und Stan Ockers im Training.